# Neuburger Straße 2 (Hohenwart)

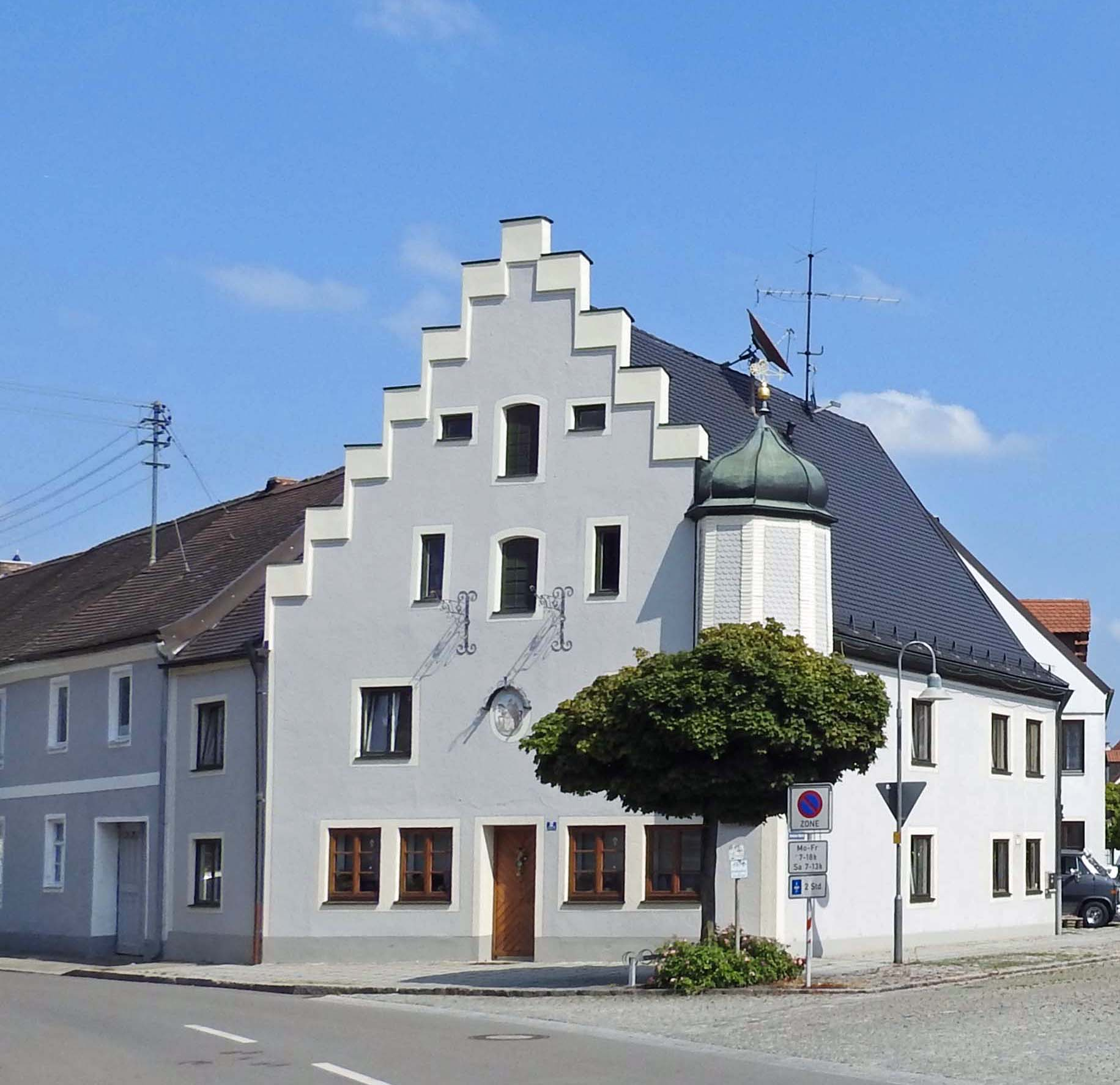
Gebäude Neuburger Straße 2 in Hohenwart

Das Gebäude Neuburger Straße 2 in Hohenwart, einer Marktgemeinde im oberbayerischen Landkreis Pfaffenhofen an der Ilm, wurde im Kern im 17./18. Jahrhundert errichtet. Das Wohn- und Geschäftshaus an der Ecke zur Straße Unterer Markt ist ein geschütztes Baudenkmal.
Der zweigeschossige, giebelständige Eckbau mit Treppengiebel hat einen polygonalen Eckerker mit Zwiebelhaube und Dachknauf.    